# Апостольская префектура Робе
Апостольская префектура Робе (лат. Praefectura Apostolica Robensis) — апостольская префектура Римско-Католической церкви с центром в городе Робе, Эфиопия. Апостольская префектура Робе распространяет свою юрисдикцию часть территории регионов Оромия и Сомали. Апостольская префектура Робе подчиняется непосредственно Святому Престолу.

## История
11 февраля 2012 года Святой Престол учредил апостольскую префектуру Робе, выделив её из апостольского викариата Меки.

## Ординарии апостольской префектуры
- священник Анджело Антолини (11.02.2012 — по настоящее время).

## Источник
- Объявление об учреждении (недоступная ссылка)  (итал.)